# Elon (North Carolina)
Elon ist eine Kleinstadt im US-Bundesstaat North Carolina und Teil des Alamance County. Das U.S. Census Bureau hat bei der Volkszählung 2020 eine Einwohnerzahl von 11.336 ermittelt. Elon ist Teil der Metropolregion Burlington.

## Geschichte
Elon entstand 1881 als Depot der North Carolina Railroad zwischen den Bahnhöfen von Goldsboro und Charlotte und wurde Mill Point genannt, weil es als Verladestelle für die Baumwollspinnereien der Gegend gedacht war. Die Einheimischen nannten es Boone’s Crossing. Aufgrund der wachsenden Bevölkerung wurde ein Postamt errichtet, das 1888 eine dauerhaftere Siedlung begründete.
Im Jahr 1889 gründete die örtliche christliche Versammlung eine Institution für höhere Bildung, das Graham Normal College. Die Gründer des Elon College nannten die Schule Elon, weil sie verstanden, dass dies das hebräische Wort für Eiche ist, und die Gegend viele Eichen enthielt. Die Stadt wurde Elon College genannt, bis die Hochschule, die als Elon College bekannt war, zur Elon University wurde. Die Stadt änderte dann ihren Namen offiziell in Elon.

## Demografie
Nach der Schätzung von 2019 leben in Elon 12.232 Menschen. Die Bevölkerung teilte sich im selben Jahr auf in 86,3 % Weiße, 7,2 % Afroamerikaner, 3,1 % Asiaten und 1,9 % mit zwei oder mehr Ethnizitäten. Hispanics oder Latinos aller Ethnien machten 6,1 % der Bevölkerung aus. Das mittlere Haushaltseinkommen lag bei 65.313 US-Dollar und die Armutsquote bei 22,7 %.

## Bildung
In Elon befindet sich die Elon University, eine private Universität.